# Armando Gama
Armando António Capelo Diniz da Gama (* 1. April 1954 in Luanda; † 17. Januar 2022 in Lissabon) war ein portugiesischer Sänger und Pianist.

## Biografie
Der 1954 geborene Gama lebte bis 1971 in seiner Heimatstadt Luanda, Hauptstadt von Angola, das bis 1975 portugiesische Kolonie war. Er studierte dort Klavier und Musiktheorie an der Musikhochschule. Mit seiner Übersiedlung nach Lissabon wurde er in Portugal als Pop- und Schlagersänger bekannt. Als Gewinner des Festival da Canção 1983 durfte er beim Eurovision Song Contest 1983 in München für Portugal antreten. Mit der Ballade Esta balada que te dou belegte er den 13. Platz. In seiner 40-jährigen Karriere gab er unzählige Konzerte in Portugal, in den 2000er Jahren hatte er regelmäßig Auftritte im Casino Estoril.
Gama starb im Januar 2022 im Alter von 67 Jahren an den Folgen einer Krebserkrankung.

## Diskografie
Alben
- 1971: Marinho e Gama
- 1977: Mistérios e Maravilhas
- 1982: Quase Tudo
- 1983: Esta Balada Que Te Dou
- 1984: Amor Até Ao Fim/Cantor Popular
- 2000: Clássicos da Renascença
- 2005: As melhores canções infantis